# Transiting Exoplanet Survey Satellite
El Transiting Exoplanet Survey Satellite (TESS) és un telescopi espacial de la NASA sota el programa Explorer, dissenyat per buscar exoplanetes utilitzant el mètode de transit.
L'objectiu primari de la missió és el sondeig de les estrelles més brillants a prop la Terra per trobar exoplanetes en trànsit sobre un període de dos anys. El projecte TESS utilitzarà una varietat de càmeres de camp ample per actuar en el sondeig de tot el cel. També estudiarà aquests exoplanetes Amb el TESS, és possible estudiar la massa, mida, densitat i òrbita d'un gran nombre de planetes petits, incloent mons rocosos en la zona habitable de les seves estrelles amfitriones. TESS proporcionarà els primers objectius per al Telescopi espacial James Webb, així com altres telescopis del futur.
En els anteriors sondeigs del cel realitzats a través de telescopis terrestres s'hi han pogut trobar generalment exoplanetes gegants. Per contrast, TESS examinarà un gran nombre de planetes petits al voltant de les estrelles més brillants del cel. TESS enregistrarà les estrelles més properes i brillants de seqüència principal que hi hagi exoplanetes en trànsit, els quals seran els objectius més importants per a realitzar-hi investigacions.
Dirigit per l'Institut de Tecnologia de Massachusetts amb capital finançat per Google, TESS era una de les 11 propostes seleccionades pel finançament de la NASA en setembre de 2011, de les 42 propostes originals entregades el febrer d'aquell any. Al 5 d'abril de 2013, va ser anunciat que TESS, juntament amb el Neutron Star Interior Composition Explorer (NICER), havien estat seleccionats per a ser llançats el 2017.

## Llançament
TESS va ser previst per ser llançat per un Llançador de Classe Mitjana dels Serveis de Llançament de la NASA (NLS) II que ha de ser proporcionat pel Centre Espacial Kennedy de la NASA. Finalment va ser llançat el 19 d'abril de 2018, per un coet Falcon 9 d'SpaceX.

## Resum de la Missió
La missió de descobriment fotomètric d'exoplanetes cobrirà tot el cel en un temps inicial de dos anys:
TESS estudiarà el cel amb 26 sectors d'observació:
- Almenys 27 dies mirant a cadascun dels sectors de 24 ° x 96 °.
- Les 100.000 estels més brillants en una cadència d'1 minut.
- Imatges amb fotogrames complets amb 30 minuts de cadència.
- Mapa de l'hemisferi nord en el primer any.
- Mapa de l'hemisferi sud en el segon any.
- Els sectors se superposen en els pols eclíptics per a la sensibilitat a planetes petits i de més llarg períodes a la Zona de Vista Contínua del JWST.
- Ressonància estable de 2:1 amb l'òrbita de la Lluna.
- Tèrmicament estable i de baixa radiació.

TESS observa des d'una única òrbita alta de la Terra (HEO):
- Visió buidada per a les corbes de llum contínues.
- Dues òrbites 13,7 dies per sector d'observació.
- Ressonància estable de 2:1 amb l'òrbita de la Lluna.
- Tèrmicament estable i de baixa radiació

### Instruments científics de TESS
Quatre càmeres CCD d'ampli camp de visió. Cadascuna de les quatre càmeres té:
- Camp de Visió de 24 ° x 24 °.
- Pupil·la efectiva de 100 mm de diàmetre.
- Conjunt de lents amb 7 elements òptics.
- Disseny atèrmic.
- Pas de banda d'entre 600nm - 1000nm.
- Detector MIT Lincoln Lab CCID-80 de 16,8 megapíxels, de baix nivell de soroll, de baix consum d'energia.

Els telescopis de TESS proporcionen una precisió fotomètrica de 200 ppm en 1 hora en una I = 10 de l'estrella, amb les fonts de soroll sistemàtiques <60 ppm/hora.

### Nau espacial TESS
Patrimoni Orbital LEOstar-2 és el bus de la nau espacial:
- 3 eixos estabilitzat que apunten, amb un rendiment ? 3 segons d'arc.
- Rastrejador d'estels de dos caps; Sistema de 4 rodes de moment zero.
- Eix articular de panells solars de 400W.
- Control tèrmic passiu.
- Sistema de propulsió Mico-combustible.
- Enllaç de baixada de ciència en la banda Ca de 100 Mbps.

## Objectius científics
TESS està dissenyat para:
- Monitorejar 500.000 estels propers per a la recerca de planetes.
- Concentrar-se en planetes de la grandària de la Terra i les Super-Terres.
- Cobrir 400 vegades més àrea del cel que Kepler.
- Cobrir tipus espectrals estel·lars de F5 a M5.

## Per a més informació
- Ricker, George R.; Winn, Joshua N.; Vanderspek, Roland; Latham, David W.; Bakos, Gáspár Á.; Bean, Jacob L.; Berta-Thompson, Zachory K.; Brown, Timothy M.; Buchhave, Lars «Transiting Exoplanet Survey Satellite». Journal of Astronomical Telescopes, Instruments, and Systems, 1, 1, 24-10-2014. arXiv: 1406.0151. Bibcode: 2014SPIE.9143E..20R. DOI: 10.1117/1.JATIS.1.1.014003.